# Veronica peregrina
Veronica peregrina L. es una especie de planta con flor, conocida como verónica americana (por todo el continente); es una pequeña herbácea anual de la familia de las escrofulariáceas. Es nativa del continente americano.

## Nombres comunes
Plumilla, té de Europa, hierba de los leprosos.

## Descripción
Alcanza no más de 20 a 30 cm de altura; hojas opuestas, ovales, decusadas, aserradas, de 15 mm de largo, y de peciolo corto de menos de 1 cm; hojas superiores sésiles y de 2 cm x 7 mm, oblongas; tallos múltiples, suculentos, glabros a glandulares pubscentes, erectos y ascendentes.  Inflorescencia en racimo, Flores son de color índigo, con nervaduras más oscuras, cuatro pétalos blancos, muy lobulados, 4-sépalos lobulados; están colocadas en espigas axilares. Su sabor es astringente y su aroma, cuando está seca, es parecido al del té. La subespecie peregrina es toda glabra, y la otra xalapensis es pubescente glandular. Fruto cápsula globosa, acorazonada.

## Hábitat
Esta planta es nativa de Europa y crece de manera silvestre.

## Uso en medicina herbolaria
La verónica se ha utilizado desde tiempos antiguos como diurético y expectorante.

## Principios activos
Los principios activos en la planta, que se utiliza completa en forma de infusión.
- Glucósidos iridoides.
  - Aucubina.
  - Ésteres de catalpol como veronicósido, minecósido y verprósido.
- Glucósidos y acetofenona
  - Pungenina, isopungenina (y su 6'-caffeato)-
- Flavonoides
  - Apigenina, escutelarina, luteolina (y sus glucósidos derivados).